# Soukromé lekce
Soukromé lekce (v originále Élève libre) je francouzsko-belgický hraný film z roku 2008, který režíroval Joachim Lafosse podle vlastního scénáře. Snímek měl světovou premiéru na filmovém festivalu v Cannes v sekci Quinzaine des réalisateurs dne 19. května 2008.

## Děj
Šestnáctiletý Jonas se intenzivně věnuje tenisu, ovšem ve škole má problémy, hrozí mu vyloučení z důvodu špatného prospěchu. Otec mu odmítne zaplatit drahou soukromou školu, matka momentálně pobývá v Itálii. Jeho starší přátelé se mu snaží pomoci. Učitel Pierre se rozhodne, že ho bude přes prázdniny doučovat, aby úspěšně složil opravné zkoušky. Jeho vztah k Jonasovi však překročí obvyklou mez žáka a učitele.

## Obsazení
| Jonas Bloquet   | Jonas                         |
| Jonathan Zaccaï | Pierre                        |
| Yannick Renier  | Didier                        |
| Claire Bodson   | Nathalie                      |
| Pauline Étienne | Delphine, Jonasova přítelkyně |
| Anne Coesens    | Pascale, Jonasova matka       |
| Johan Leysen    | Serge, Jonasův otec           |

## Ocenění
- Cena Magritte du cinéma: ocenění v kategoriích nejlepší herec (Jonathan Zaccaï), nejslibnější herečka (Pauline Étienne); nominace v kategoricích nejlepší scénář (Joachim Lafosse), nejlepší herec ve vedlejší roli (Yannick Renier), nejlepší herečka ve vedlejší roli (Claire Bodson), nejslibnější herec (Jonas Bloquet)